# Comuna Verhnie Husîne, Turka
Verhnie Husîne (în ucraineană Верхнє Гусине) este o comună în raionul Turka, regiunea Liov, Ucraina, formată din satele Nîjnie Husîne și Verhnie Husîne (reședința).

## Demografie
Componența lingvistică a comunei Verhnie Husîne
     Ucraineană (99,89%)
     Alte limbi (0,11%)
Conform recensământului din 2001, majoritatea populației comunei Verhnie Husîne era vorbitoare de ucraineană (99,89%), existând în minoritate și vorbitori de alte limbi.